# Thomas Middleditch
Thomas Middleditch (Nelson, 10 maart 1982) is een Canadees acteur en komiek.

## Biografie
Thomas Middleditch werd in 1982 geboren in het Canadese Nelson. Zijn ouders zijn Brits. Zijn vader was een schooldirecteur, zijn moeder een leerkracht uit het speciaal onderwijs. Door in de lagere school deel te nemen aan Theatersport kwam hij in contact met improvisatie.
Hij studeerde heel even aan de University of Victoria alvorens naar Toronto te verhuizen, waar hij zich aansloot bij George Brown College, maar nooit lessen volgde. Hij werkte in zijn vrije tijd aan sketches en had een baan als een schoenverkoper voor New Balance.
Middleditch verhuisde naar Chicago, waar hij lessen volgde bij de bekende improvisatietheaters The Second City en iO Theater. In die periode trad hij ook regelmatig op. Zijn werkvisum werd na verloop van tijd gefinancierd door Charna Halpern, mede-oprichtster van iO Theater. Hij nam ook deel aan een auditie voor Saturday Night Live, maar werd niet gecast.

## Carrière
Nadien trok Middleditch naar New York. In 2006 werd een komisch internetfilmpje dat hij in Chicago gemaakt over Chicken McNuggets opgepikt door McDonald's. De fastfoodketen betaalde hem om het filmpje te mogen gebruiken in een reclamespot.
In 2009 maakte hij in de romantische komedie The Rebound zijn filmdebuut. Vanaf dan versierde hij regelmatig kleine bijrollen in komische films. Zo was hij te zien in onder meer The Other Guys (2010), The Campaign (2012) en The Wolf of Wall Street (2013).
Voor televisie werkte hij mee aan komische programma's als Key and Peele, The Office en The Pete Holmes Show. In 2014 brak hij door met zijn hoofdrol in de HBO-serie Silicon Valley. In de komische reeks speelde hij de geniale, maar verlegen computerprogrammeur Richard Hendricks. Zijn hoofdrol leverde hem in 2016 een eerste Emmy Award-nominatie op.

## Prijzen en nominaties
| Prijs            | Jaar | Categorie                                   | Film / Serie   | Resultaat   |
| ---------------- | ---- | ------------------------------------------- | -------------- | ----------- |
| Satellite Awards | 2014 | Beste acteur in een serie (komedie/musical) | Silicon Valley | Genomineerd |
| Satellite Awards | 2015 | Beste acteur in een serie (komedie/musical) | Silicon Valley | Genomineerd |
| Satellite Awards | 2016 | Beste acteur in een serie (komedie/musical) | Silicon Valley | Genomineerd |
| Emmy Award       | 2016 | Beste acteur (komische serie)               | Silicon Valley | Genomineerd |